# Бабезиоза
Бабезиоза је болест коју узрокују протозое из рода babesia које се преносе уједом крпеља, трансфузијом крви и кроз плаценту.
Паразит напада еритроците (црвена крвна зрнца) што доводи до хемолитичке анемије, тромбоцитопеније и стварања атипичних лимфоцита. Инкубациони период траје 1-4 недеље. Након тога могу настати генерализована слабост, малаксалост, повишена телесна температура, губитак апетита и телесне тежине, депресија, главобоља, фотофобија (преосетљивост на светлост), укоченост врата, кашаљ, кратак дах, едем плућа, мучнина, повраћање, бол у трбуху, хепатоспленомегалија (увећање јетре и слезине), болови у мишићима и зглобовима, тамно пребојена мокраћа итд. Код тежих инфекција развија се бубрежна инсуфицијенција, шок и сепса.

## Дијагноза и лечење
Дијагноза се поставља на основу анамнезе, клиничке слике, прегледа крви и разних серолошких тестова (ELISA, IFA, PCR).
Одмах по постављању дијагнозе почиње се са применом антибиотика (клиндамицин) и квинина или атоваквона уз симптоматску и супортивну терапију.